# Куинн, Гленн
Гленн Мартин Кристофер Фрэнсис Куинн (англ. Glenn Martin Christopher Francis Quinn; 28 мая 1970 — 3 декабря 2002) — американский актёр, наиболее известный по ролям Марка Хили в ситкоме «Розанна» и Аллена Фрэнсиса Дойла в телесериале «Ангел».

## Ранние годы
Гленн Куинн родился 28 мая 1970 года в Дублине, Ирландия, где прожил до 17 лет. Школьником Гленн играл на ударных в рок-группе и участвовал в постановках местных театров. В 1988 году вместе с матерью и двумя сестрами юноша переехал в США. Поначалу Гленну пришлось перебиваться случайными заработками, работал официантом в кафе, но вскоре ему удалось продолжить свою актёрскую карьеру. Куинн начал сниматься в рекламных роликах и музыкальных клипах, а затем ему стали предлагать роли на телевидении.

## Карьера
В начале карьеры Куинн снимался в рекламах для Pepsi и Ray-Ban. Появился в клипе Ричарда Маркса «Satisfied».
Участвовал в восьми разных пробах на роль Брэндона Уолша и Стива Сандерса для сериала «Беверли-Хиллз, 90210» (в итоге роль ушла Джейсону Пристли и Иану Зирингу, соответственно). Кастинг-директор Джоанна Рэй все же дала Куинну эпизодическую роль с двумя репликами в пилотном эпизоде. Первую заметную роль на телевидении Куинн сыграл в американском ситкоме «Аутсайдеры».
Наиболее заметные свои роли Гленн Куинн сыграл в телесериалах «Ковингтон Кросс», «Розанна», «Ангел», «Город-сказка» и фильмах «Хихикающий доктор», «Крик».

## Смерть
Куинн умер 3 декабря 2002 года в возрасте 32 лет. Его тело было найдено на диване друга, которого в тот день он посещал в Северном Голливуде. Полиция и вскрытия отчеты показали, что причиной его смерти была случайная передозировка героина.

## Фильмография
| Год       |    | Русское название             | Оригинальное название             | Роль                          |
| --------- | -- | ---------------------------- | --------------------------------- | ----------------------------- |
| 1990      | с  | Беверли-Хиллз, 90210         | Beverly Hills, 90210              | гость на вечеринке            |
| 1990      | с  | Кафе «Багдад»                | Bagdad Cafe                       | Джонни                        |
| 1990      | тф | Зовите меня Анна             | Call Me Anna                      | Джорж Чакирис                 |
| 1990      | тф | Силуэт                       | Silhouette                        | Даррен Лаудер                 |
| 1990—1997 | с  | Розанна                      | Roseanne                          | Марк Хили                     |
| 1991      | ф  | Крик                         | Shout                             | Алан                          |
| 1992      | ф  | Хихикающий доктор            | Dr. Giggles                       | Макс Андерсон                 |
| 1992      | с  | Шоу Джеки Томаса             | The Jackie Thomas Show            | Марк Хили                     |
| 1992      | с  | Ковингтон Кросс              | Covington Cross                   | Седрик Грей                   |
| 1995      | ф  | Мальчишник наоборот          | Live Nude Girls                   | Рэнди                         |
| 1996      | ки | —                            | Star Wars: X-Wing vs. TIE Fighter | пилот-мятежник                |
| 1997      | ф  | Байки у костра               | Campfire Tales                    | Скотт Андерсон / парамедик #1 |
| 1997      | ки | —                            | The Curse of Monkey Island        | пират 5                       |
| 1997      | ки | —                            | Outlaws                           | фермер                        |
| 1997—1998 | с  | Город-сказка                 | Fair City                         | Джошуа Сент-Джон              |
| 1998      | ф  | Кое-что о девушках           | Some Girl                         | Джефф                         |
| 1999      | с  |                              | Джесси                            | Jesse / Шон                   |
| 1999—2003 | с  | Ангел                        | Angel                             | Фрэнсис Дойл                  |
| 2000      | тф | Любой ценой                  | At Any Cost                       | Бен                           |
| 2002      | ф  | Приглашение со вкусом смерти | R.S.V.P.                          | профессор Хэл Эванс           |